# Erik Erikson

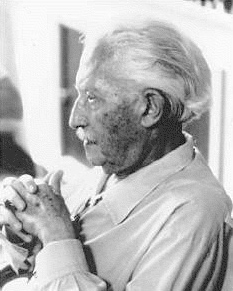
Erik Erikson

Erik Erikson (Frankfurt am Main, 15 juni 1902 – Harwich, Massachusetts, 12 mei 1994) was een psycholoog die zich met name richtte op de psychoanalyse. Hij werd in Duitsland geboren uit Deense ouders. Hij werd beïnvloed door onder anderen Anna Freud en later door Margaret Mead. In 1938 vluchtte hij voor de nazi's naar de Verenigde Staten, waar hij de Amerikaanse nationaliteit kreeg.

## Ego-psycholoog
Erikson behoorde tot de ego-psychologen, een groep postfreudianen die de taak van het ego niet beperkt zien tot een louter defensieve functie, maar het ook een andere, belangrijkere functie toekennen: het voortdurend integreren van allerlei tegenstellingen die zich kunnen voordoen, zowel binnen de persoon zelf als in de interactie met de sociale omgeving. Eriksons therapeutische tussenkomsten waren dan ook voornamelijk erop gericht het ego van de cliënt te versterken.

## Sociale dimensie
Erikson voegde de sociale dimensie aan de psychoanalytische theorie toe. Zo zag hij drie aspecten in de psychoseksuele zones (analoog met de erogene zones van Freud) en verschillende modi (activiteiten) verbonden aan die zones. Ten laatste beschreef hij ook verschillende modaliteiten van psychosociaal functioneren in relatie tot anderen via die modi.

## Stadia
Psychische problemen waren volgens Erikson terug te brengen tot een gebrek aan integratie of overbruggen van tegenstellingen tijdens een (vroegere) psycho-analytische fase. Hij beschreef de volgende stadia die door de mens succesvol zouden moeten worden doorlopen: 
1. oraal-sensorisch stadium: basaal vertrouwen versus basaal wantrouwen 0-1 jaar
2. anaal - urethraal - spierstelsel (loslaten en vasthouden): autonomie versus twijfel en schaamte 2-3 jaar
3. locomotorisch stadium: initiatief versus schuld 3-6 jaar
4. schooljaren (latentie): vlijt versus minderwaardigheid 7-12 jaar
5. adolescentie (seksualiteit): identiteit versus rolverwarring 12-18 jaar
6. vroege volwassenheid: intimiteit versus isolatie 18-35 jaar
7. middenvolwassenheid: generativiteit versus stagnatie 35-65 jaar
8. late volwassenheid: integriteit versus wanhoop 65 tot de dood

De eerste vier stadia bieden een algemeen kader voor de sociale ontwikkeling tijdens de kindertijd, en wijzen op de belangrijke horden die op verschillende leeftijden moeten worden genomen in het belang van een harmonische ontwikkeling. Elke fase biedt kansen, maar ook risico's.

## Voorbeelden
Voorbeelden van zulke problematische ontwikkelingen tijdens de adolescentie kunnen zijn:
1. foreclosure: het vroegtijdig afsluiten van het experimenteerproces, waardoor allerlei ontplooiingsmogelijkheden niet worden verkend. Er wordt niet zelf gezocht wat het beste overeenkomt met de eigen wensen en mogelijkheden, maar er wordt geconformeerd aan de verwachtingen uit de omgeving. Hierdoor kan de eigen identiteit later in het gedrang komen; de ware identiteitscrisis breekt door, op een veel moeilijker moment.
2. identity confusion: een blijvende identiteitsverwarring, waardoor iemand maar bezig blijft met experimenteren en geen keuzes durft te maken of lessen weet te trekken uit het vroegere geëxperimenteer. Zo iemand blijft gepreoccupeerd met zichzelf en slaagt er dan ook niet in een echte relatie aan te gaan met andere mensen.
3. synthetic identity: door krampachtig te conformeren aan een gesloten systeem meet iemand zich een kunstmatige identiteit aan. Ook hier wordt vermeden uit te zoeken of de gekozen identiteit overeenkomt met de eigen diepere wensen en vaardigheden. Een onverdraagzame opstelling tegenover andersluidende opvatting, om zichzelf te kunnen beschermen tegen mogelijke twijfel omtrent de ingeslagen weg.
4. negative identity: het ontwikkelen van een negatieve identiteit, mogelijk als verzet tegen een sterke autoriteit, waarschijnlijk binnen de gezinssituatie. Hieruit volgt een identificatie met de rollen en gedragsvormen die in het verleden steeds als ongewenst en gevaarlijk werden voorgesteld.

## Identiteitscrisis
Ontplooiing van een eigen identiteit, daarmee werden de diverse ontwikkelingsopgaven in de adolescentieperiode samengevat. Met behulp van het begrip identiteit kan de adolescentieperiode met alle veranderingen en onzekerheden als een periode van identiteitscrisis getyperd worden. Het woord crisis duidt op een onzekere, conflictueuze en emotioneel hevig beleefde toestand. Erikson noemde de identiteitscrisis van de adolescentieperiode een normatieve of ontwikkelingscrisis. Dat wil zeggen dat het doormaken van een identiteitscrisis een voorwaarde vormt voor een optimale persoonlijkheidsontwikkeling. Een identiteitscrisis is, als elke crisis, een aanvankelijk negatief beleefde emotionele ervaring, maar een onvermijdelijke hindernis om tot een verdere ontplooiing te komen – als de rijstebrijberg aan de grenzen van luilekkerland. Anders geformuleerd: het is een normale periode van toegenomen conflicten, die zich niet alleen kenmerkt door een schijnbare wisseling in egosterkte, maar ook door ruime mogelijkheden voor groei. Dit in tegenstelling tot neurotische en psychotische crises, die zichzelf in stand houden terwijl de energie aan afweermechanismen wordt verspild en die gepaard gaan met sociale isolatie. De normatieve crisis is van voorbijgaande aard en kenmerkt zich door een overvloed aan beschikbare energie. Deze activeert enerzijds latente angsten en veroorzaakt nieuwe conflicten, maar kan anderzijds worden aangewend voor het zoeken van nieuwe oplossingen, vaak via een speels experimenteren met nieuwe ervaringen. Een crisis is niet zoiets als een onafwendbare ramp, maar moet gezien worden als een noodzakelijk keerpunt, een cruciaal moment waarop de ontwikkeling op een of andere wijze voort moet gaan en mogelijkheden tot groei, herstel en verder differentiatie gemobiliseerd worden.

## Crisis
Bij het begrip crisis ten slotte nog een tweetal kanttekeningen:
- De nieuwe opvatting van het begrip crisis is van grote betekenis geworden op het gebied van de geestelijke gezondheid. Er is meer aandacht gekomen voor de positieve krachten die in iedere (ook de neurotische en psychotische) crisis losgemaakt worden. Dit nieuwe crisismodel impliceert dat van onmiddellijke hulp in crisissituaties, met name in de adolescentie, veel te verwachten is als wordt aangesloten bij de positieve krachten, de mogelijkheden. Hierdoor kan wellicht voorkomen worden dat acute problematiek chronisch wordt.
- De gedachte dat een identiteitscrisis voorwaarde is voor een gezonde verdere ontwikkeling kan aanleiding geven tot misverstand. Crisis slaat bij Erikson op een innerlijke beleving en niet op objectief waarneembaar gedrag. Hieruit mag in ieder geval niet geconcludeerd worden dat heftige emotionele onrust, onder alle omstandigheden, een noodzakelijk adolescentieverschijnsel is. Het is evenzeer niet zonder gevaar te menen dat, als adolescenten heftige emotionele problemen hebben, ze er vaker vanzelf overheen zullen groeien dan jongeren, kinderen of volwassen.[1]

## Belangrijkste werk
- 1950: Childhood and Society (Eriksons basiswerk, in het Nederlands verschenen als Kind en samenleving)
- 1958: Young Man Luther. A Study in Psychoanalysis and History (De jonge Luther, 1967/1982)
- 1968: Identity: Youth and Crisis (Identiteit, jeugd en crisis, 1977)
- 1969: Gandhi's Truth: On the Origin of Militant Nonviolence
- 1975: Life history and the historical moment (Levensgang en historisch moment, 1977)
- 1978: Adulthood
- 1986: Vital Involvement in Old Age (met J.M. Erikson en H. Kivnick)
- 1987: The Life Cycle Completed (met J.M. Erikson)